# 抜け道

抜け道のイメージ

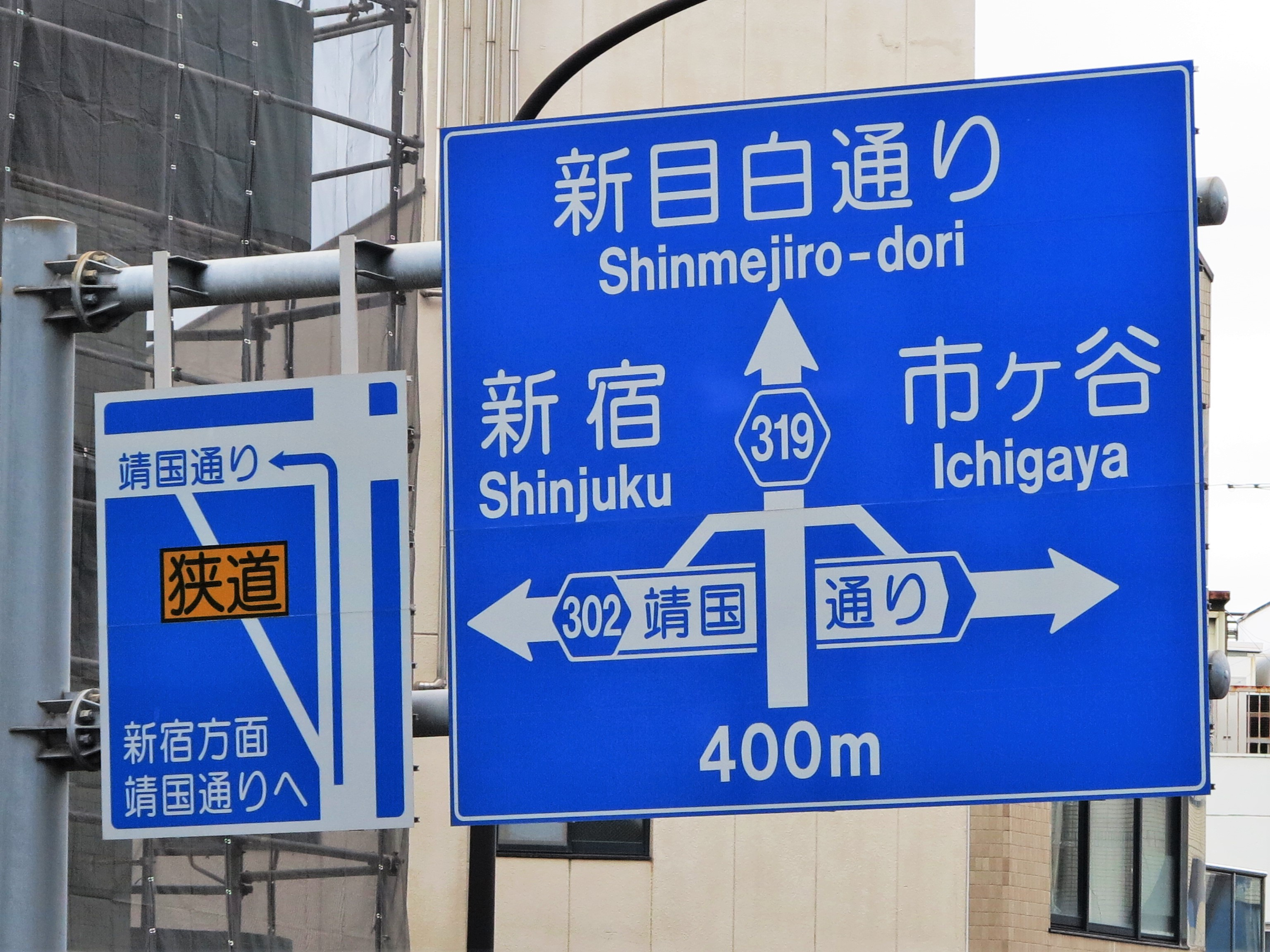
隘路を使用しないよう求める案内標識

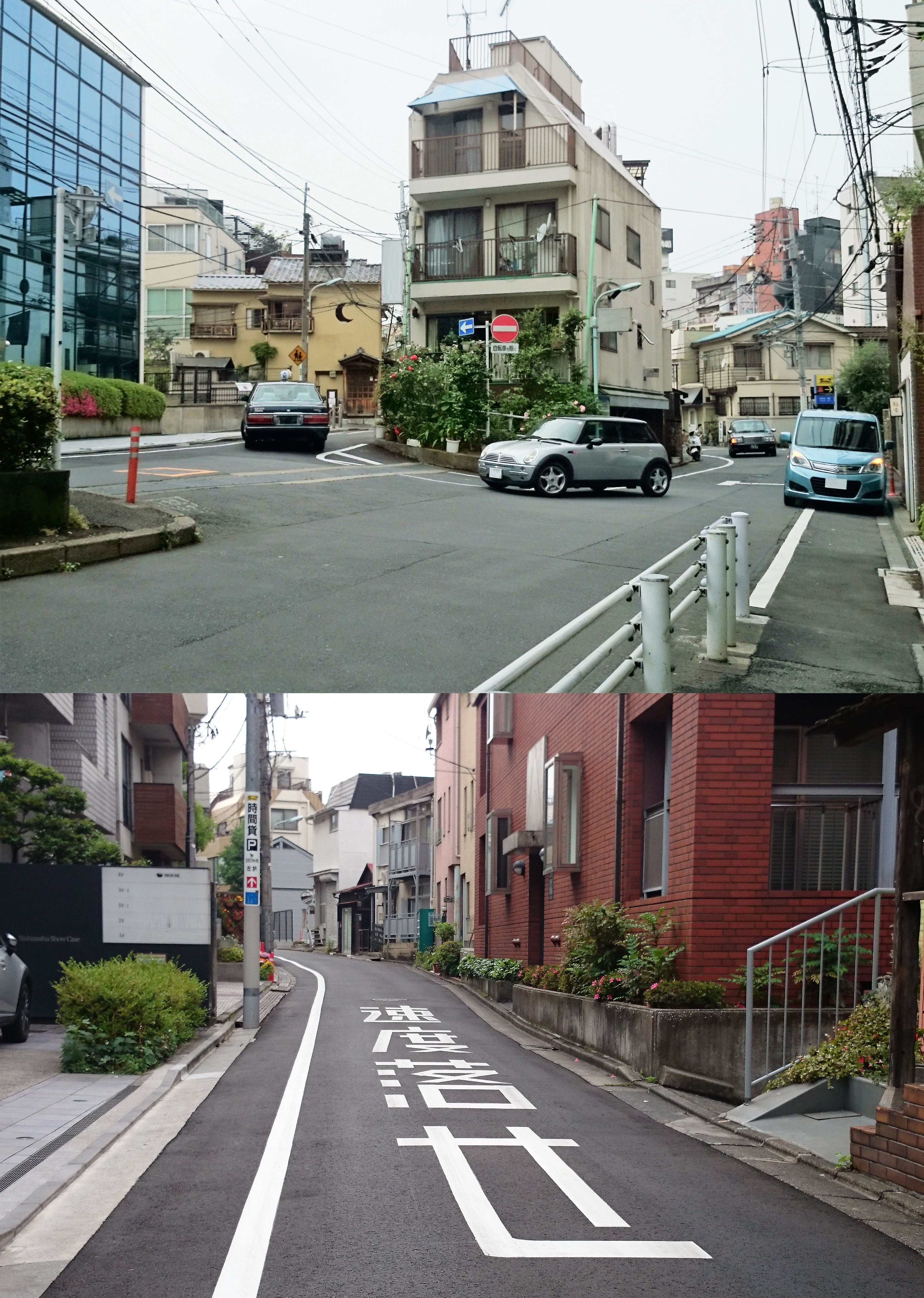
東京都某所にある抜け道の例。住宅街であるにもかかわらず多くの通行があり、路面標示も実施されている。

抜け道（ぬけみち）とは、本道をはずれた近道のことである。間道（かんどう）とも。転じて、法律の規制や責任を逃れるための手段を指すこともある。本記事では道路交通における抜け道について記述する。
道路交通においては、「幹線道路を避け、そこを通ることで目的地への時間や距離を短縮できると運転者により考えられている道路」が抜け道と呼ばれ、単なる距離・時間短縮の他、混雑が起きやすい場所を避けるためにも使われる。
通学路や住宅街などのような狭隘な生活道路が抜け道となることが多いが、前述の通り「抜け道」とは運転者の主観によるものであるため、幅員の広い道路を組み合わせて混雑を避けることが可能な場合も抜け道と言える。よって、沿道を使用本拠とする者が幹線道路まで出るために用いる道路と、地域外住民が混雑を避ける目的で通過する道路が同じものである場合、前者にとってその道路は抜け道とは言えず、後者にとってのみ抜け道と言える。

## 実態
抜け道はその性質から、通勤・帰宅時間帯に多く使用されるが、抜け道を使うことで所要時間が短縮することを実証する具体的なデータはない。生活道路が抜け道となる場合、そのような時間帯は周辺住民による利用も旺盛であるため、狭い道路の中に歩行者や住民の自動車、地域外の自動車による交通が錯綜する。特に小学校の周辺やその通学路で問題となる。
抜け道を知る手段としては、地図を見て探す、人に聞く、他の車に追従するなど様々である。利用動機としては、予め道を覚えておき、交通状況を見て経路を変えるか判断する者や、それとは関係なく習慣的に抜け道を利用する者もいるが、近年はカーナビゲーションの表示画面や案内により抜け道として生活道路へ入ってくる者も多い。
こうした実情から、抜け道として知られている生活道路では、幅員に対して交通量が多く、通過車両の速度も高い傾向にあり、沿道住民に不安を感じさせるだけでなく、通常より交通事故が発生しやすくなる。速度が高くなる理由としては、幹線道路へ合流する交差点の信号に間に合わせようとしたり、目的地へ急ぐ運転者の心理などが挙げられる。
生活道路が抜け道となる場合、幅員が狭い、見通しが悪いなどの理由で自転車および歩行者と自動車、あるいは自動車同士の接触事故が発生しやすい。実際に抜け道として生活道路を通過する自動車により死亡事故が起きた例も多数あり、各地で対策が行われている。

## 対策
抜け道として知られている生活道路に対しては、沿道住民の安全や生活環境を保つために、交通静穏化も兼ねて様々な対策が講じられる。その主体は住民団体や自治体など道路の種類によっても異なるが、警察や政党が広域的に取り組むこともある。
主たる手段としては、ハンプや、ゾーン30、錯覚を利用したロードペイントを用いて速度の低下を図るものの他、指定方向外進行禁止や一方通行、車両通行止め（歩行者専用道路）、警察・自治体・自治会の三者名義の「住宅地につき通り抜けご遠慮下さい」と表記した警告看板で進入を規制することにより、住宅街の通り抜けを防止するものがある。こうした規制が実施されているにもかかわらず恒常的に守られていない場所では、移動式取締装置の設置や、警察官による取締りなどで対処する。
周辺の道路を改善することで生活道路への流入を減らす取り組みを行う場合もある。この手法としては、幹線道路の信号パターン調整、多現示化（矢印信号の増設）、交差点付近の車線の改良などが挙げられる。抜け道と並行した道路の新設で解決を図ることもあり、新たに（抜け道の解消だけを目的としていない）幹線道路が完成することで結果的に生活道路の交通量が減ったという事例もある。
カーナビを用いて抜け道を探すドライバーに対しては、交通情報の提供に関する指針（平成14年国家公安委員会告示第12号）や、日本自動車工業会の自主規制によって対策が行われており、ルート案内で（目的地等およびその周辺を除き）は細街路の情報を提供しない、スクロール時は細街路の地図を表示しないなどといった工夫が採られている。
実施された箇所では概ね何らかの効果が出ているが、自治体に危険箇所の洗い出しや改善策の確立に必要な人手と知識が不足していたり、対策によって住民に不便を強いる場合はその同意を取るのが困難であったりして、対策に踏み切れないこともある。背景には、交通量観測装置などが整備されている幹線道路に比べ、生活道路での交通量を測るのは困難であったり、局所的にしか把握できず、対策を実行するだけの具体的なデータを採ることができないという事情がある。

### ビッグデータ
こうした課題を改善すべく、近年は高機能カーナビやETC2.0、スマートフォンなどから収集されたビッグデータを利用し、問題化する前に対策を図るという手法もとられるようになってきた。これにより、危険箇所の発見が容易となるだけでなく、問題が顕在化する前に対策を行えるようになり、これまでの対症療法的な手法から科学的防止への転換が見込める。
カーナビやETC2.0は車両速度や位置情報の他、運転機器の操作も記録している。そのため、急ハンドルや急ブレーキなどが多発している地点を、個人情報を含まないデータとして記録することができる。カーナビの情報は自動車メーカーに送信され、ETC2.0の情報はITSを経由し、最終的に国土交通省にデータベースとして蓄積される。こうした情報は各自治体へ提供され、自治体はこれを元に効率的に対策を行うことができるようになる。